# HD 154660
HD 154660，又名BD-01 3292，SAO 141522、HR 6361，是一颗恒星，视星等为6.38，位于銀經18.76，銀緯22.26，其B1900.0坐标为赤經17h 1m 41.7s，赤緯-1° 22.26′ 17″。